# Dänische Basketballnationalmannschaft der Damen
Die dänische Basketballnationalmannschaft der Damen vertritt Dänemark im internationalen Basketball und wird vom Basketballverband DBBF (dänisch Danmarks Basketball-Forbund) organisiert.
Die erste und erfolgreichste Teilnahme an einem großen internationalen Turnier war bei der Europameisterschaft 1954. Danach folgten noch zwei weitere Teilnahmen an einer Europameisterschaft.

## Abschneiden bei internationalen Wettbewerben

### Olympische Spiele
| - keine |

### Weltmeisterschaften
| - keine |

### Europameisterschaften
| - 1954 – 10. Platz - 1956 – 13. Platz - 1974 – 13. Platz |

## Kader
Eine Übersicht des Kaders findet sich beispielsweise in der englischsprachigen Fassung dieses Artikels oder auf dem Internetportal eurobasket.com (s. Abschnitt Weblinks).